# Govern de Flensburg
El Govern de Flensburg (en alemany: Flensburger Regierung o Regierung Dönitz) va ser una entitat governamental creada a Alemanya després del suïcidi d'Adolf Hitler al Führerbunker durant la batalla de Berlín, en els dies finals de la Segona Guerra Mundial. Aquest Govern estava presidit per l'almirall Karl Dönitz, a qui Hitler havia designat com a "president del Reich" en el seu testament el 30 d'abril de 1945. Dönitz i els seus col·laboradors van tractar de presentar-se davant dels Aliats i l'URSS com a autoritat governamental alemanya, encara que van fracassar per complet en aquest intent, i aquest "govern" va ser dissolt per la intervenció de soldats britànics el 23 de maig de 1945.
Si bé el nom oficial d'aquesta administració va ser Govern provisional del Reich (en alemany Geschäftsführende Reichsregierung), se li va dir "Govern de Flensburg" perquè la seva seu era al port bàltic de Flensburg, proper a la frontera alemanya amb Dinamarca, i perquè l'autoritat real de l'almirall Dönitz només es reduïa a Flensburg i els seus voltants, sense tenir cap influència sobre la resta d'Alemanya, gairebé ja ocupada totalment pels vencedors.

## Formació

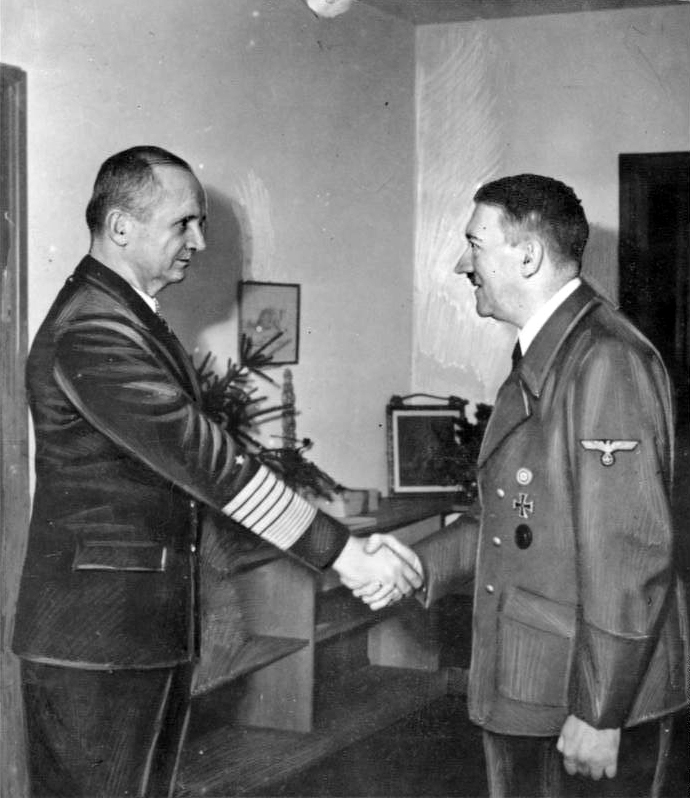
Hitler rep a Dönitz al Führerbunker (1945)

Abans de suïcidar-se, Hitler va ordenar al seu testament que els poders governamentals s'encarreguessin a l'almirall Karl Dönitz, que no es trobava llavors a la capital alemanya, sinó al port de Flensburg, seu de l'últim quarter general de la Kriegsmarine. En aquestes disposicions finals, Hitler va nomenar a Dönitz com a President del Reich (el mateix lloc que Hitler havia abolit el 1934 després de la mort del mariscal Paul von Hindenburg) i no com a "Führer"; a més Hitler nomenava el seu ministre de Propaganda Joseph Goebbels Canceller del Reich i condemnava a mort a Hermann Göring i Heinrich Himmler com a traïdors, expulsant-los a més del Partit Nazi.
Després de difondre a la tarda del 30 d'abril la mort de Hitler a Berlín, l'almirall Dönitz va rebre dos missatges al matí de l'1 de maig: un informant-lo de la seva designació com a "president del Reich" i el segon indicant altres designacions fetes per Hitler. Dönitz només va fer cas del primer missatge i va ometre atendre el segon. Aquest mateix dia Goebbels se suïcidava a Berlín, encerclat per les tropes soviètiques, i encara que Dönitz ignorava aquesta notícia, va cridar al comte Lutz Graf Schwerin von Krosigk per assumir el càrrec de Canceller. Von Krosigk va rebutjar aquesta designació però va acceptar treballar amb Dönitz amb el càrrec de "ministre principal".
La nit de l'1 de maig Dönitz va utilitzar la ràdio de Flensburg per donar un discurs a escala nacional, retransmès per la ràdio d'Hamburg, lamentant la mort de Hitler i prometent "seguir la lluita contra l'enemic bolxevic". Tanmateix, per a aquesta data Dönitz projectava assegurar-se la lleialtat de les tropes de la Wehrmacht encara existents, com a oposar resistència seriosa contra els Aliats o soviètics era una tasca inviable després de la desintegració de la Wehrmacht i l'ocupació efectiva de la major part del Reich per tropes estrangeres. Una altra preocupació de Dönitz, observant que no hi havia cap esperança d'evitar la derrota, era aconseguir que la major part de les tropes alemanyes es rendissin als britànics o nord-americans, evitant ser capturades pels soviètics i ser exposades així a represàlies i venjances.
El 2 de maig, el cap màxim de les Schutzstaffel, Heinrich Himmler, va arribar a Flensburg i va tractar de comunicar-se amb Dönitz, en conèixer que aquest havia estat designat Cap d'Estat, per posar-se a les seves ordres. Segons es va saber més tard, Dönitz havia estacionat tropes lleials de la Kriegsmarine a prop de la seu del govern, per por que Himmler tractés d'obtenir un nomenament per la força. Tanmateix, Dönitz va aconseguir rebutjar l'oferta informant Himmler que Hitler ja l'havia destituït de tots els seus càrrecs al Führerbunker, a més d'acusar-lo de traïció (pels seus contactes amb el comte suec Folke Bernadotte) i ordenant que fos condemnat a mort. En saber d'aquesta situació, Himmler li va demanar a Dönitz ser el "segon home de l'Estat", però Dönitz va rebutjar també aquesta possibilitat, ja que havia urgència d'arribar a una pau amb els Aliats i per això seria un obstacle tenir en el govern a Himmler, líder tan proper a Hitler i a més cap suprem de les Schutzstaffel.

## Funcions

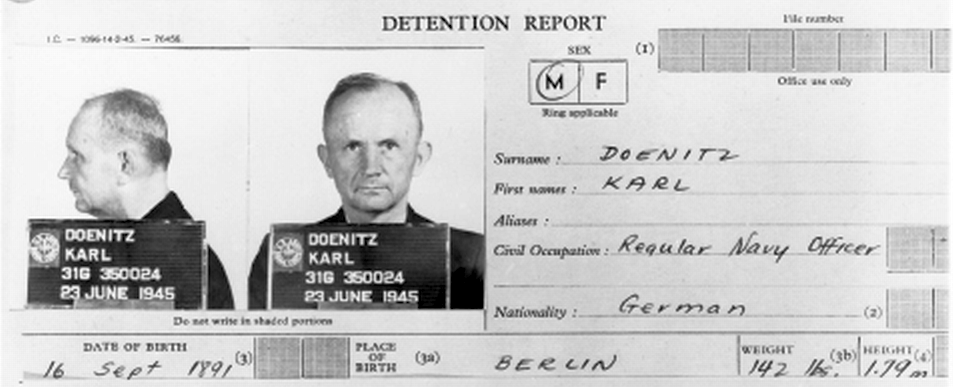
Targeta d'identificació de l'almirall Dönitz per l'exèrcit dels Estats Units el 23 de juny de 1945

El "Govern de Flensburg" va establir un "Consell de Ministres" entre els líders nazis que havien aconseguit reunir-se en aquesta ciutat portuària fugint de l'enemic. El 4 de maig Dönitz, d'acord amb Von Krosigk, va ordenar posar fi a totes les operacions dels submarins de la Kriegsmarine, i l'endemà va manar dissoldre el Werwolf, posant fi a tota activitat de resistència o sabotatge.
El Govern es va reunir en "sessió de gabinet" el mateix 5 de maig i estava format per Karl Dönitz, com a Reichpresident, Lutz Graf Schwerin von Krosigk, com a ministre de Finances i d'Afers Exteriors, a més de cap del gabinet, Wilhelm Stuckart com a ministre de Cultura i de l'Interior, Albert Speer com a ministre d'Indústria i Producció, Herbert Backe com a ministre d'agricultura i boscos, Franz Seldte com a ministre de Treball i Afers Socials, i Julius Dorpmüller, com a ministre de Correus i Comunicacions. La direcció de l'Estat Major de la Wehrmacht va recaure a Alfred Jodl, a càrrec de negociar amb els Aliats occidentals, mentre que el mariscal Wilhelm Keitel se li encarregaven les negociacions amb els soviètics.
Dönitz va requerir el mateix dia als generals Alfred Jodl i Wilhelm Keitel que usessin la seva autoritat per ordenar el replegament cap a l'oest dels supervivents de la Wehrmacht. El temps s'esgotava i tant aliats com soviètics ocupaven tot el territori alemany que podien, després d'esgotar la resistència efectiva en difondre's la notícia de la mort de Hitler i de la capitulació final de la mateixa guarnició de Berlín el 2 de maig.
Per guanyar temps, el mateix 5 de maig Dönitz va enviar a l'almirall Hans-Georg von Friedeburg, nou cap suprem de la Kriegsmarine, a la caserna general aliat, presidit pel general nord-americà Dwight D. Eisenhower a la ciutat francesa de Reims, per negociar una rendició. L'endemà, 6 de maig von Friedeburg i el general Alfred Jodl es van reunir a Reims, on van arribar després de portar banderes blanques al llarg del territori controlat pels Aliats, mentre que aquest mateix dia Dönitz va enviar comunicacions des de Flensburg als últims ministres de Hitler: Joseph Goebbels (encara sense saber de la seva mort a Berlín), Heinrich Himmler, Alfred Rosenberg i Otto Georg Thierack, destituint-los oficialment de tots els seus càrrecs.
A Reims, tant Jodl com von Friedeburg tenien ordres de Dönitz de demorar les converses tot el possible perquè les tropes alemanyes del front oriental tinguessin temps de fugir cap a l'oest i rendir-se als Aliats, però Eisenhower va descobrir immediatament la maniobra i va amenaçar de rebutjar les rendicions de soldats alemanys (i deixar-los així a mercè dels soviètics) llevat que Jodl i von Friedeburg acceptessin una capitulació final immediatament.
En tenir notícia de l'amenaça d'Eisenhower, en la nit del 6 de maig, Dönitz va autoritzar a Jodl per signar la rendició incondicional de la Wehrmacht a Reims, la qual cosa es va fer efectiu a les 1:30 hores del 7 de maig, amb la frase "Totes les forces sota control alemany cessaran les operacions actives a les 23:01 hores de l'Europa central, del 8 maig 1945". Això donava temps just per difondre les notícies a les tropes, però no concedia major termini per a una evacuació massiva de forces cap a l'oest; a més l'ordre no diferenciava entre forces de terra, mar o aire, i incloïa tropes de qualsevol nacionalitat que s'haguessin adherit al Tercer Reich, en qualsevol punt d'Europa en què es trobessin (incloent-hi així tàcitament a les forces en contacte amb els soviètics), per la qual cosa suposava una capitulació completa.
Tanmateix, en conèixer aquest fet a l'URSS, Stalin va reclamar que la rendició es repetís a Berlín al quarter general de l'Exèrcit Roig, presidit pel general Gueorgui Zhúkov, per assegurar de manera expressa que la capitulació comprenia també a les tropes alemanyes que encara resistien a les forces soviètiques. A més l'Stavka reclamava que un esdeveniment de tanta transcendència s'havia d'executar davant els màxims caps de l'Exèrcit Roig i no només davant els Aliats. La capitulació es va repetir llavors al quarter general soviètic a Berlín el 8 de maig poc abans de la mitjanit, signant Keitel, von Friedeburg i el general Hans-Jürgen Stumpff (representant a la Luftwaffe) davant els representants de l'URSS liderats per Zhúkov i els representants dels Aliats.

Membres del "Govern de Flensburg" arrestats pels britànics el 23 de maig. En primer pla l'almirall Karl Dönitz en uniforme, darrere el general Alfred Jodl en uniforme i Albert Speer, en abric civil.

L'almirall Dönitz no va poder així guanyar més temps per a la fugida de tropes alemanyes, i el 9 de maig els supervivents de la Wehrmacht, allà on estiguessin s'haurien d'haver rendit sense condicions. El gabinet de Flensburg quedava així ignorat per les potències vencedores i la seva autoritat efectiva es reduïa tot just al port on estava allotjat.
Encara que Dönitz va tractar de deixar sense efecte algunes normes del període hitlerià, el seu govern es basava en sis membres del Partit Nazi i només el seu cap, el comte Lutz Graf Schwerin von Krosigk, no tenia cap filiació a aquest partit. A més, l'escàs poder efectiu del Govern de Flensburg, reduït a una estreta franja de terra al costat de la frontera danesa, va fer que els seus esforços de desnazificació no tenien utilitat pràctica davant els vencedors.
En saber de la capitulació incondicional a Berlín el 8 de maig, el "ministre d'Indústria i Producció" Albert Speer va demanar a Dönitz que el Govern de Flensburg es dissolgués també, en ser evident la seva inutilitat, però Dönitz i els seus col·laboradors encara tenien l'esperança de servir com a govern alemany de postguerra o de ser reconeguts com a tals pels vencedors. Sobre això, Dönitz confiava en un discurs de Winston Churchill on el líder britànic esmentava que "la rendició havia estat autoritzada per l'almirall Dönitz, designat cap d'Estat" seria un indici de reconeixement per part dels Aliats, però aquesta esperança va resultar vana.

## Fi
Durant diversos dies els vencedors van continuar la seva tasca de finalitzar la rendició alemanya i assumir l'administració del territori ocupat sufocant els últims focus de resistència aïllada de la Wehrmacht (com la capital txeca de Praga el 13 de maig), i rebent les rendicions de tropes alemanyes en paratges allunyats. Durant diversos dies els vencedors van ignorar al Govern de Flensburg, negant-se a reconèixer oficialment.
Quan Dönitz va intentar novament que els aliats ho prenguessin en compte seriosament com a "representant del poble alemany", el govern de l'URSS va sol·licitar el 20 de maig als Estats Units i a la Gran Bretanya que posessin fi a l'administració de Dönitz, al·legant que la seva pervivència era "fruit de la propaganda feixista a banda i banda de l'Atlàntic" i que "els reaccionaris i feixistes britànics i nord-americans demanen utilitzar els serveis de Dönitz per sembrar el caos i el sentiment antisoviètic a Alemanya".
La reacció soviètica va motivar que el 22 de maig, oficials de la Comissió Aliada de Control arribessin al port de Flensburg i cridessin a Dönitz i els seus principals col·laboradors per reunir-se en el vaixell Pàtria, capturat pels britànics i ancorat al port, a les 9:45 del matí següent. Allà se li va comunicar a Dönitz que estava a la llista de criminals de guerra i que no seria tractat com a cap d'Estat sinó com a presoner de guerra. Dönitz va tornar a la caserna general del seu govern on va ser detingut, juntament amb Alfred Jodl, Von Friedeburg i els altres quan anava a començar la reunió del gabinet. Tres batallons de tropes britàniques havien envoltat les instal·lacions de Mürwik i van arrestar i van registrar a tots els militars alemanys que hi van trobar, juntament amb els seus col·laboradors civils. Von Friedeburg i la secretària de Dönitz es van tancar als lavabos i es van suïcidar.
Una posterior declaració del 5 de juny de les quatre potències vencedores van determinar que serien elles les que assumirien el govern directe d'Alemanya mitjançant l'ocupació militar, sense reconèixer alguna autoritat civil o militar alemanya, la qual cosa implicava ignorar i desconèixer per complet els poders que el Govern de Flensburg va tractar d'atribuir-se durant la seva breu existència.